# カルガリー・スタンピード
カルガリー・スタンピード（Calgary Stampede）は毎年7月上旬の10日間、カナダ・アルバータ州カルガリーで開催されるロデオのイベントである。通称『地上最大のアウトドアショー』。

## 概要
ロデオのほかにコンサートやパレードなどが行われている。CFLのチームであるカルガリー・スタンピーダーズもこの名前からつけられた。

## 沿革

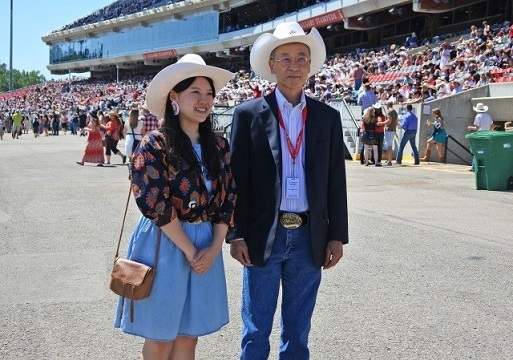
2017年7月、カルガリー・スタンピードを視察する絢子女王（左）と在カルガリー総領事田辺邦彦（右）

カルガリー・スタンピードは1912年に初めて行われ、期間中の最多入場者数は100周年を迎えた2012年の140万9371人である。2017年7月には、日本の皇族である絢子女王が会場を訪問した。